# Bilál el-Hanúsz
Bilál el-Hanúsz (Strombeek-Bever, 2004. május 10. –) belga születésű marokkói válogatott labdarúgó, az angol Leicester City középpályása.

## Pályafutása

### Klubcsapatokban
El-Hanúsz a belgiumi Strombeek-Bever városában született. Az ifjúsági pályafutását az Anderlecht csapatában kezdte, majd a Genk akadémiájánál folytatta.
2022-ben mutatkozott be a Genk első osztályban szereplő felnőtt keretében. Először a 2022. május 21-ei, KV Mechelen ellen 0–0-ás döntetlennel zárult mérkőzés 73. percében, Kristian Thorstvedt cseréjeként lépett pályára. Első gólját 2023. április 16-án, az Anderlecht ellen hazai pályán 5–2-es győzelemmel zárult találkozón szerezte meg.
2024. augusztus 29-én négyéves szerződést kötött a Premier League-ben érdekelt Leicester City együttesével.

### A válogatottban
El-Hanúsz az U15-ös, az U16-os és az U18-as korosztályú válogatottban Belgiumot, míg az U20-asban és az U23-asban Marokkót képviselte.
2022-ben debütált a marokkói válogatottban. Először a 2022. december 17-ei, Horvátország ellen 2–1-re elvesztett mérkőzésen lépett pályára.

## Statisztikák
2024. augusztus 17. szerint
| Klub     | Szezon   | Osztály        | Bajnokság | Bajnokság | Kupa  | Kupa | Nemzetközi | Nemzetközi | Összesen | Összesen |
| Klub     | Szezon   | Osztály        | Meccs     | Gól       | Meccs | Gól  | Meccs      | Gól        | Meccs    | Gól      |
| -------- | -------- | -------------- | --------- | --------- | ----- | ---- | ---------- | ---------- | -------- | -------- |
| Genk     | 2021–22  | Jupiler League | 1         | 0         | 0     | 0    | —          | —          | 1        | 0        |
| Genk     | 2022–23  | Jupiler League | 39        | 1         | 2     | 0    | —          | —          | 41       | 1        |
| Genk     | 2023–24  | Jupiler League | 37        | 3         | 2     | 0    | 12         | 0          | 51       | 3        |
| Genk     | 2024–25  | Jupiler League | 1         | 0         | 0     | 0    | —          | —          | 1        | 0        |
| Összesen | Összesen | Összesen       | 78        | 4         | 4     | 0    | 12         | 0          | 94       | 4        |

### A válogatottban
| Válogatott | Év       | Pályára lépés | Gól |
| ---------- | -------- | ------------- | --- |
| Marokkó    | 2022     | 1             | 0   |
| Marokkó    | 2023     | 6             | 0   |
| Marokkó    | 2024     | 7             | 0   |
| Összesen   | Összesen | 14            | 0   |

## Sikerei, díjai
Marokkói U23-as válogatott
- U23-as Afrikai nemzetek kupája
  - Győztes (1): 2023

- Nyári Olimpiai Játékok – Labdarúgás
  - Bronzérmes (1): 2024

Egyéni
- Genk – A Szezon Játékosa: 2023–24
- Jupiler League – Az Szezon Fiatal Játékosa: 2023–24